# Okoniopirat
Okoniopirat (Aphredoderus sayanus) – gatunek małej, słodkowodnej ryby okonkokształtnej (Percopsiformes), jedyny współcześnie żyjący przedstawiciel rodziny Aphredoderidae. Nazwa zwyczajowa nawiązuje do dawnego przekonania, że okoniopirat żywi się głównie rybami. Epitet gatunkowy sayanus nawiązuje do nazwiska amerykańskiego entomologa Thomasa Saya. 
Gatunek bez znaczenia gospodarczego.

## Występowanie
Słodkie wody wschodniej i środkowej części Stanów Zjednoczonych Ameryki Północnej – w strefie klimatu umiarkowanego – strumienie, rzeki i jeziora wzdłuż wybrzeża Oceanu Atlantyckiego po Nowy Jork oraz w dorzeczu Missisipi i dopływach Wielkich Jezior. Występuje licznie i w wielu populacjach.

## Systematyka
W obrębie tego taksonu wyróżniono 2 podgatunki:
- A. s. sayanus (Gilliams, 1824)
- A. s. gibbosus Lesueur, 1833

## Charakterystyka
Okoniopirat osiąga przeciętnie ok. 10 cm, a maksymalnie 14 cm długości całkowitej. Żeruje nocą. Żywi się owadami wodnymi, małymi skorupiakami i rybami, w tym własnymi młodymi. Tarło odbywa się zimą lub wiosną, w zależności od regionu. Ikra jest składana do gniazd i chroniona przez oboje rodziców.